# ماغي ننجيان
ماغي ننجيان هي إعلامية لبنانية في قناة الجرس، أرمنية الأصل ولدت في 15 أيلول 1983.

## نجاحها
وصلت إلى مرحلة مهمة من النجاح ومحبة الكثيرين والذين بقيوا أوفياء لها حتى بعد زواجها. متأهلة من الرجل الأعمال اللبناني الآن شبلي ولديها صبي عمره 3 سنوات وبنت 4 أشهر.